# Stand Up Now
《Stand Up Now》是日本搖滾樂團Cellchrome的首張單曲。2017年8月23日由Being發行。

## 解說
《Stand Up Now》是搖滾樂團Cellchrome的出道首張單曲，同名標題曲也被2017年7月起在TBS播出的電視動畫《便利商店情人》選為片頭主題曲使用
。
標題曲「Stand Up Now」是以酷夏清涼的歌聲和先進的音樂曲風所完成的歌曲。

## 收錄歌曲

### 通常盤
所有歌曲由Mizki、陽介作詞。
CD
1. Stand Up Now
  - 作曲：小田桐ゆうき（日语：小田桐ゆうき），編曲：中谷信行、小田桐
  - TBS電視動畫《便利商店情人（日语：コンビニカレシ）》片頭主題曲
2. 120％ ～BOOM BOOM SUMMER～
  - 作曲：陽介、德永曉人，編曲：徳永曉人、Cellchrome

DVD
1. Stand Up Now（MUSIC VIDEO）
2. Stand Up Now（MUSIC VIDEO Making）

### 便利商店情人盤
CD
1. Stand Up Now
2. Stand Up Now-TV SIZE-
3. Stand Up Now-INST-

DVD
1. Stand Up Now（電視動畫《便利商店情人（日语：コンビニカレシ）》片頭動畫 -無字幕版-）

## 來源
1. ↑  . 音樂Natalie. 2017-06-28  [2017-08-27]. （原始内容存档于2017-08-08） （日语）.
2. 1 2  . BARKS. 2017-06-28  [2017-08-27]. （原始内容存档于2017-08-08） （日语）.
3. 1 2  . ！WEB. 2017-07-05  [2017-08-27]. （原始内容存档于2017-08-08） （日语）.